# Scorpion Violente
Scorpion Violente est un groupe de musique synthétique et minimaliste originaire de l'Est de la France (Metz et Strasbourg) et membre de La Grande Triple Alliance internationale de l'Est,.

## Biographie
Le groupe est composé de Scott Scorpion et Toma Violente, plus connu sous le pseudo de "toma überwenig" ou "überwenig", sous lequel il signe ses articles ses critiques sur senscritique.com, (entre autres textes liés à l'ésotérisme, à la musique, au cinéma ou au jeu vidéo). Leur son est reconnaissable par l'usage de boites à rythmes répétitives, de synthétiseurs, de drone, le tout noyé dans beaucoup de delay. Après avoir publié en 2009 un split avec The Dreams le groupe sort un maxi sans titre sur le label Bruit Direct Disques en 2010, puis un album intitulé Uberschleiss sur le label italien Avant!. La même année ils jouent à La Java dans le cadre du festival Mal au Pixel. En 2012 leur deuxième album, The Rapist sort sur le label franco-belge Teenage Menopause Records,. En 2013 ils jouent au festival La Ferme électrique. 
En 2017, Scorpion violente sort son dernier disque en date, The Stalker, sur le label Bruit Direct records. 
Ils collaborent la même année à la bande-son du film Les Garçons Sauvages de Bertrand Mandico. 

## Discographie
Albums
Singles